# Punk brésilien
Le punk brésilien désigne la culture et le mouvement punk rock et du punk hardcore au Brésil. Le punk rock émerge dans le pays au début des années 1970, influencé par des groupes comme les Sex Pistols, The Clash, Stiff Little Fingers et les Ramones. Le premier groupe de punk brésilien connu est Restos de Nada qui émerge en mi-1978.

## Histoire

### Années 1970
Les origines du punk rock au Brésil sont retracées à la fin des années 1970. Ce style n'est à cette période, pas populaire. Comme de nombreux autres pays, des groupes comme les Sex Pistols, The Clash et les Ramones lanceront le mouvement. Néanmoins, São Paulo est influencé par des groupes moins connus comme le groupe néerlandais Speedtwins et des groupes protopunk comme MC5, Iggy and the Stooges et les New York Dolls. Le punk est à l'origine adopté et développé par Douglas Viscaino, qui amènera les jeunes révolutionnistes vers un groupe appelé Restos de Nada qui commencera à jouer en 1978. La fin des années 1970 amène des pionniers du genre comme AI-5 et N.A.I. (Condutores de Cadáver) à São Paulo, Carne Podre à Curitiba et Aborto Elétrico à Brasilia.

### Années 1980
En 1979, Fábio Sampaio, qui deviendra chanteur de Olho Seco, lance une boutique de disque à São Paulo qu'il nomme Punk Rock Discos. Punk Rock Discos aide au développement de l'identité punk hardcore locale. Vers 1981, des concerts punk commencent à s'organiser autour de São Paulo, où il y avait déjà une bonne douzaine de groupes actifs, principalement orientés punk hardcore ou styles dérivés, comme Cólera, Olho Seco et Inocentes. Ces groupes apparaissent dans la compilation Grito Suburbano au début de 1982. À la fin de 1982, un grand festival de punk revival est organisé sous le nom de O Começo do Fim do Mundo. Il fait participer les groupes les plus en vogue de São Paulo. São Paulo est aussi notable dans la scène post-punk du début des années 1980 avec des groupes comme Agentss, Mercenárias, Ira!, Voluntários da Pátria, Akira S, Fellini, et Smack qui joue dans et en dehors de la ville. 
Entre-temps, la scène de Brasília s'accroit. Le premier groupe local, Aborto Elétrico, y joue ses premiers concerts en 1980, et d'autres groupes comme Blitx 64 et Plebe Rude, émergent. Cependant, alors que la décennie se termine, la scène de Brasília s'oriente bien plus vers le post-punk et la new wave. Rio de Janeiro possède également une scène punk productive au début des années 1980 avec des groupes comme Coquetel Molotov, Descarga Suburbana, et Eutanásia.
À São Paulo, en 1984, la violence civile et policière fait rage parmi les gangs de punks. En conséquence de quoi, la plupart des groupes commencent à changer de nom et à se réfugier dans d'autres scènes musicales. Des groupes comme Inocentes, Mercenárias et 365 (formé d'anciens membres de Lixomania, Fogo Cruzado, Ratos de Porão et Inocentes) s'orientent désormais post-punk, alors que d'autres comme Ratos de Porão et Lobotomia s'orienteront thrash metal/crossover.

### Années 1990 et 2000
Après une période violente et non productive à la fin des années 1980 et pendant les deux premières années des années 1990, la scène punk/hardcore se popularise durant la nouvelle décennie. Il comprend désormais d'autres sous-genres comme le pop punk, l'anarcho-punk, le straight edge et le riot grrrl, ainsi que de nouveaux groupes comme No Violence, Safari Hamburguers, Abuso Sonoro, Execradores, Point of No Return, Dominatrix, Calibre 12, Nitrominds et d'autres originaires de São Paulo ;  DFC et Raimundos (originaires de Brasilia), Devotos do Ódio (de Recife), Bosta Rala et Pastel De Miolos (de Bahia), Pinheads et Anões de Jardim (de Curitiba), Mukeka di Rato et Dead Fish (d'Espirito Santo), DreadFull, Refer (de Belo Horizonte) et Pastilhas Polegarinas (d'Uberaba). Cette fois, comparé aux années 1980, les groupes chanteront en anglais. Le grindcore, noisecore et autres genres associés amènent des groupes comme Rot, Trucidator de Bahia, et Under Threat.
Dans les années, le thrashcore et autres styles associés se popularisent avec des groupes comme Discarga, I Shot Cyrus, Infect, Histeria Coletiva, Sick Terror qui tournent en Europe, en Amérique du Nord et autres.